# Supercopa de Brasil 1990
La Supercopa de Brasil 1990 fue la primera edición de la Supercopa de Brasil. Una competición de fútbol brasileña, que reunió a los equipos campeones del Campeonato Brasileño y la Copa de Brasil del año anterior.
Inicialmente programados para ser disputado en un partido específico, los partidos se jugaron en los mismos partidos en el que los equipos se enfrentarían en la Copa Libertadores de América 1990. Grêmio ganó la serie después de un triunfo 2-0 en el partido de ida en el Estadio Olímpico Monumental y un empate 0-0 en el partido de vuelta jugado en el Estadio São Januário, a pesar de que Grêmio afirmó no haber recibido el trofeo.

## Clubes clasificados
|  | Grêmio        |  | Río Grande del Sur |  | Campeón de la Copa de Brasil (1989)             |
|  | Vasco da Gama |  | Río de Janeiro     |  | Campeón del Campeonato Brasileño Serie A (1989) |

## Partidos

### Ida
| 14 de marzo de 1990 | Grêmio         | 2:0     | Vasco da Gama | Estadio Olímpico, Porto Alegre |                             |
|                     | Nílson · Darci | Reporte |               | Árbitro(s): Ulisses Tavares    | Árbitro(s): Ulisses Tavares |

|  |  |

| Gremio:            |                |
|                    |                |
| POR                | Mazarópi       |
| DEF                | Alfinete       |
| DEF                | Luís Eduardo   |
| DEF                | Vilson         |
| DEF                | Hélcio         |
| MED                | Jandir         |
| MED                | Adílson Heleno |
| MED                | Cuca           |
| MED                | Darci          |
| DEL                | Nílson         |
| DEL                | Paulo Egídio   |
| Entrenador:        |                |
| Evaristo de Macedo |                |

| Vasco da Gama: |                   |  |     |
|                |                   |  |     |
| POR            | Acácio            |  |     |
| DEF            | Luiz Carlos Winck |  |     |
| DEF            | Hólger Quiñónez   |  |     |
| DEF            | Marco Aurélio     |  |     |
| DEF            | Jorge Luiz        |  |     |
| MED            | Mazinho           |  |     |
| MED            | William           |  | 70' |
| MED            | Tita              |  |     |
| DEL            | Bismark           |  |     |
| DEL            | Bebeto            |  |     |
| DEL            | Roberto Dinamite  |  | 70' |
| Cambios:       |                   |  |     |
| MED            | Zé do Carmo       |  | 70' |
| DEL            | Sorato            |  | 70' |
| Entrenador:    |                   |  |     |
| Alcir Portela  |                   |  |     |

### Vuelta
| 18 de abril de 1990 | Vasco da Gama | 0:0 | Grêmio | Estadio São Januário, Río de Janeiro |  |
|                     |               |     |        | Árbitro(s): Ilton José da Costa      |  |

|  |  |

| Vasco da Gama: |                   |  |     |
|                |                   |  |     |
| POR            | Acácio            |  |     |
| DEF            | Luiz Carlos Winck |  |     |
| DEF            | Célio Silva       |  |     |
| DEF            | Zé do Carmo       |  |     |
| MED            | Mazinho           |  |     |
| MED            | Andrade           |  | 61' |
| MED            | Boiadeiro         |  |     |
| MED            | Tita              |  |     |
| DEL            | Bismark           |  | 77' |
| DEL            | Bebeto            |  |     |
| DEL            | Sorato            |  |     |
| Cambios:       |                   |  |     |
| MED            | William           |  | 61' |
| DEL            | Tato              |  | 77' |
| Entrenador:    |                   |  |     |
| Alcir Portela  |                   |  |     |

| Gremio:            |              |  |     |
|                    |              |  |     |
| POR                | Mazarópi     |  |     |
| DEF                | Alfinete     |  |     |
| DEF                | Luís Eduardo |  |     |
| DEF                | Vilson       |  |     |
| DEF                | Hélcio       |  |     |
| MED                | Jandir       |  | 88' |
| MED                | Lino         |  |     |
| MED                | Cuca         |  |     |
| MED                | Darci        |  | 63' |
| DEL                | Nílson       |  |     |
| DEL                | Paulo Egídio |  |     |
| Cambios:           |              |  |     |
| DEL                | Nando        |  | 63' |
| MED                | João Antônio |  | 88' |
| Entrenador:        |              |  |     |
| Evaristo de Macedo |              |  |     |

|                                          |
| Bandera del estado de Río Grande del Sur |
| Campeón Grêmio FBPA 1.er título          |